# Liste der Counselors to the President
Die Liste der Counselor to the President verzeichnet alle Amtsinhaber seit 1969. Den Titel tragen hochrangige politische Berater des Präsidenten der Vereinigten Staaten als Mitglieder des Executive Office.
Derzeitiger Amtsinhaber ist Alina Habba.
| Amtsinhaber                   | Amtsinhaber                   | Amtszeit                               | Präsident         |
| ----------------------------- | ----------------------------- | -------------------------------------- | ----------------- |
| Arthur F. Burns               |                               | 20. Januar 1969 bis 5. November 1969   | Richard Nixon     |
| Daniel Patrick Moynihan       |                               | 5. November 1969 bis 31. Dezember 1970 | Richard Nixon     |
| Bryce Harlow                  |                               | 5. November 1969 bis 10. Dezember 1970 | Richard Nixon     |
| Robert Finch                  |                               | 23. Juni 1970 bis 15. Dezember 1972    | Richard Nixon     |
| Donald Rumsfeld               |                               | 10. Dezember 1970 bis 15. Oktober 1971 | Richard Nixon     |
| Dean Burch                    |                               | 8. März 1974 bis 14. Dezember 1974     | Richard Nixon     |
| Kenneth Rush                  |                               | 29. Mai 1974 bis 19. September 1974    | Richard Nixon     |
| Anne Armstrong                |                               | 19. Januar 1973 bis 18. Dezember 1974  | Richard Nixon     |
| Anne Armstrong                | Gerald Ford                   | 19. Januar 1973 bis 18. Dezember 1974  |                   |
| Robert T. Hartmann            |                               | 9. August 1974 bis 20. Januar 1977     |                   |
| John O. Marsh                 |                               | 9. August 1974 bis 20. Januar 1977     |                   |
| Rogers Morton                 |                               | 2. Februar 1976 bis 1. April 1976      |                   |
| Amt nicht besetzt (1977–1981) | Amt nicht besetzt (1977–1981) | Amt nicht besetzt (1977–1981)          | Jimmy Carter      |
| Edwin Meese                   |                               | 20. Januar 1981 bis 25. Februar 1985   | Ronald Reagan     |
| Amt nicht besetzt (1985–1992) |                               |                                        |                   |
| Clayton Yeutter               |                               | 1. Februar 1992 bis 20. Januar 1993    | George H. W. Bush |
| David Gergen                  |                               | 29. Mai 1993 bis 10. Juni 1994         | Bill Clinton      |
| Bill Curry                    |                               | 21. Februar 1995 bis 20. Januar 1997   | Bill Clinton      |
| Paul Begala                   |                               | 17. August 1997 bis 10. März 1999      | Bill Clinton      |
| Ann Lewis                     |                               | 10. März 1999 bis 20. Januar 2001      | Bill Clinton      |
| Karen Hughes                  |                               | 20. Januar 2001 bis 8. Juli 2002       | George W. Bush    |
| Amt nicht besetzt (2002–2005) |                               |                                        | George W. Bush    |
| Dan Bartlett                  |                               | 5. Januar 2005 bis 5. Juli 2007        | George W. Bush    |
| Ed Gillespie                  |                               | 5. Juli 2005 bis 20. Januar 2009       | George W. Bush    |
| Amt nicht besetzt (2009–2011) | Amt nicht besetzt (2009–2011) | Amt nicht besetzt (2009–2011)          | Barack Obama      |
| Pete Rouse                    |                               | 13. Januar 2011 bis 1. Januar 2014     | Barack Obama      |
| John Podesta                  |                               | 1. Januar 2014 bis 13. Februar 2015    | Barack Obama      |
| Amt nicht besetzt (2015–2017) |                               |                                        | Barack Obama      |
| Kellyanne Conway              |                               | 20. Januar 2017 bis 31. August 2020    | Donald Trump      |
| Dina Powell                   |                               | Januar 2017 bis Januar 2018            | Donald Trump      |
| Steve Bannon                  |                               | 20. Januar 2017 bis 18. August 2017    | Donald Trump      |
| Johnny DeStefano              |                               | 9. Februar 2018 bis 29. Mai 2019       | Donald Trump      |
| Hope Hicks                    |                               | 9. März 2020 bis 12. Januar 2021       | Donald Trump      |
| Derek Lyons                   |                               | 20. Mai 2020 – 20. Januar 2021         | Donald Trump      |
| Steve Ricchetti               |                               | 20. Januar 2021 – 20. Januar 2025      | Joe Biden         |
| Alina Habba                   |                               | seit 20. Januar 2025                   | Donald Trump      |